# Зябликов Володимир Олексійович
Володимир Олексійович Зябликов (5 липня, 1925, Троїцьк, Оренбурзька губернія, РРФСР, СРСР — 1955, Чехословаччина) — радянський футболіст, захисник.

## Біографія
У 1946 році провів 19 матчів за дубль куйбишевських «Крил Рад». У 1947—1949 грав у «Динамо» Ленінград, у 1950 році перейшов у московське «Динамо», провів за команду 80 офіційних матчів (74 у чемпіонаті, 6 у кубку СРСР) та один анульований матч.
У 1952 році був у заявці збірної СРСР на Олімпійських іграх, але на полі не виходив. Фіналіст кубка СРСР 1950 року.
Кар'єру гравця завершив у 1953 році й перейшов на роботу дипломатичним кур'єром. У 1955 році загинув, коли літак, в якому він летів, був збитий над територією Чехословаччини під час військових навчань. Похований на Ваганьковському цвинтарі Москви (11 діл.).